# 까데호
까데호 (Cadejo)는 대한민국의 펑크 밴드이며, 현재 이태훈, 김재호, 김다빈, 이승준으로 구성되어 있다. 2017년 결성 이래 3개의 정규 음반 Freesummer (2019), Freebody (2020), Freeverse (2023)를 발매했으며, 2022년에는 래퍼 넉살과의 합작 EP 당신께, 이희문과의 합작 음반 강남 오아시스를 발매했다.

## 음반 목록

### 정규 음반
- Freesummer (2019)
- Freebody (2020)
- 강남 오아시스 (2022) (이희문과의 합작 음반)
- Freeverse (2023)

### EP
- Mixtape (2018)
- 당신께 (2022) (넉살과의 합작 음반)